# Avon Park (Florida)
Avon Park ist eine Stadt im Highlands County im US-Bundesstaat Florida. Das U.S. Census Bureau hat bei der Volkszählung 2020 eine Einwohnerzahl von 9.658 ermittelt.

## Geografie
Avon Park liegt rund 10 km nördlich von Sebring sowie etwa 110 km südöstlich bzw. südlich von Tampa und Orlando.

## Geschichte
1912 errichtete die Atlantic Coast Line Railroad eine Bahnstrecke von Haines City über Avon Park nach Sebring. Im April 1924 wurde das Tochterunternehmen Florida, Western and Northern Railroad der Seaboard Air Line Railroad gegründet, das eine Bahnstrecke von Coleman über Avon Park und Sebring bis West Palm Beach bauen sollte. Der gesamte Korridor wurde im Januar 1925 eröffnet.

## Religionen
In Avon Park gibt es 27 verschiedene Kirchen mit 14 verschiedenen Konfessionen, darunter ist die Baptistengemeinde mit 8 Kirchen am stärksten vertreten. Es gibt 2 zu keiner Konfession gehörende Kirchen (Stand: 2004).

## Demographische Daten
Laut der Volkszählung 2010 verteilten sich die damaligen 8836 Einwohner auf 4162 Haushalte. Die Bevölkerungsdichte lag bei 736,3 Einw./km². 55,5 % der Bevölkerung bezeichneten sich als Weiße, 28,1 % als Afroamerikaner, 0,3 % als Indianer und 0,8 % als Asian Americans. 11,0 % gaben die Angehörigkeit zu einer anderen Ethnie und 4,3 % zu mehreren Ethnien an. 29,2  % der Bevölkerung bestand aus Hispanics oder Latinos.
Im Jahr 2010 lebten in 35,8 % aller Haushalte Kinder unter 18 Jahren sowie 33,2 % aller Haushalte Personen mit mindestens 65 Jahren. 66,7 % der Haushalte waren Familienhaushalte (bestehend aus verheirateten Paaren mit oder ohne Nachkommen bzw. einem Elternteil mit Nachkomme). Die durchschnittliche Größe eines Haushalts lag bei 2,65 Personen und die durchschnittliche Familiengröße bei 3,16 Personen.
29,6 % der Bevölkerung waren jünger als 20 Jahre, 25,1 % waren 20 bis 39 Jahre alt, 22,6 % waren 40 bis 59 Jahre alt und 22,6 % waren mindestens 60 Jahre alt. Das mittlere Alter betrug 36 Jahre. 48,2 % der Bevölkerung waren männlich und 51,8 % weiblich.
Das durchschnittliche Jahreseinkommen lag bei 28.189 $, dabei lebten 28,0 % der Bevölkerung unter der Armutsgrenze.
Im Jahr 2000 war Englisch die Muttersprache von 78,92 % der Bevölkerung, spanisch sprachen 19,0 % und 2,08 % sprachen Haitianisch-Kreolisch.

## Sehenswürdigkeiten
Der Avon Park Historic District und das Old Pinecrest Hotel sind im National Register of Historic Places gelistet.

## Wirtschaft
Eine nennenswerte Industrie gibt es nicht. Die hauptsächlichen Beschäftigungszweige sind: Ausbildung, Gesundheit und Soziales: (16,6 %), Handel / Einzelhandel: (15,6 %), Finanzen, Versicherungen und Immobilien: (3,0 %), Baugewerbe: (10,1 %).

## Verkehr
Avon Park wird von den U.S. Highways 27 (SR 25) und 98 sowie der Florida State Road 17 durchquert. Die nächsten Flughäfen sind der Sebring Regional Airport (national, 20 km südwestlich) und der Orlando International Airport (rund 120 km nördlich).

## Kriminalität
Die Kriminalitätsrate lag im Jahr 2010 mit 341 Punkten (US-Durchschnitt: 266 Punkte) im durchschnittlichen Bereich. Es gab zwei Vergewaltigungen, 15 Raubüberfälle, 39 Körperverletzungen, 85 Einbrüche, 243 Diebstähle, neun Autodiebstähle und drei Brandstiftungen.